# Kiejsze (wieś)
Kiejsze (niem. Kölsch) – wieś w Polsce, położona w województwie wielkopolskim, w powiecie kolskim, w gminie Babiak.
W latach 1954–1961 wieś należała i była siedzibą władz gromady Kiejsze, po jej zniesieniu w gromadzie Babiak. W latach 1975–1998 miejscowość administracyjnie należała do województwa konińskiego.